# Selección de fútbol de Micronesia
La selección de fútbol de Micronesia es el representativo nacional de los Estados Federados de Micronesia. Es organizada por la Asociación de Fútbol de los Estados Federados de Micronesia, que no es miembro ni de la OFC, la FIFA o la ConIFA. Solo disputó los Juegos del Pacífico Sur 2003, la Copa Micronesia 1999 y otros 3 partidos más en 1999.

## Estadísticas

### Fútbol en los Juegos del Pacífico
| Fútbol en los Juegos del Pacífico | Fútbol en los Juegos del Pacífico | Fútbol en los Juegos del Pacífico | Fútbol en los Juegos del Pacífico | Fútbol en los Juegos del Pacífico | Fútbol en los Juegos del Pacífico | Fútbol en los Juegos del Pacífico | Fútbol en los Juegos del Pacífico |
| Año                               | Ronda                             | J                                 | G                                 | E                                 | P                                 | GF                                | GC                                |
| --------------------------------- | --------------------------------- | --------------------------------- | --------------------------------- | --------------------------------- | --------------------------------- | --------------------------------- | --------------------------------- |
| 1963 - 1995                       | No existía la selección           | No existía la selección           | No existía la selección           | No existía la selección           | No existía la selección           | No existía la selección           | No existía la selección           |
| 2003                              | Fase de grupos                    | 4                                 | 0                                 | 0                                 | 4                                 | 0                                 | 52                                |
| 2007                              | No participó                      | No participó                      | No participó                      | No participó                      | No participó                      | No participó                      | No participó                      |
| 2011                              | No participó                      | No participó                      | No participó                      | No participó                      | No participó                      | No participó                      | No participó                      |
| 2015                              | Disputado por selecciones sub-23  | Disputado por selecciones sub-23  | Disputado por selecciones sub-23  | Disputado por selecciones sub-23  | Disputado por selecciones sub-23  | Disputado por selecciones sub-23  | Disputado por selecciones sub-23  |
| 2019                              | No participó                      | No participó                      | No participó                      | No participó                      | No participó                      | No participó                      | No participó                      |
| 2023                              | No participó                      | No participó                      | No participó                      | No participó                      | No participó                      | No participó                      | No participó                      |
| Total                             | 1/15                              | 4                                 | 0                                 | 0                                 | 4                                 | 0                                 | 52                                |

### Copa Micronesia
| Copa Micronesia | Copa Micronesia | Copa Micronesia | Copa Micronesia | Copa Micronesia | Copa Micronesia | Copa Micronesia | Copa Micronesia |
| Año             | Ronda           | J               | G               | E               | P               | GF              | GC              |
| --------------- | --------------- | --------------- | --------------- | --------------- | --------------- | --------------- | --------------- |
| 1999            | Campeón         | 3               | 3               | 0               | 0               | 25              | 2               |
| Total           | 1/1             | 3               | 3               | 0               | 0               | 25              | 2               |

## Últimos partidos y próximos encuentros
Actualizado al último partido jugado el 7 de julio de 2003
| Fecha      | Ciudad  | Local              | Resultado | Visitante      | Competición              |
| ---------- | ------- | ------------------ | --------- | -------------- | ------------------------ |
| 01-06-1999 | Agaña   | Guam               | 3:0       | Micronesia     | Partido amistoso         |
| 03-06-1999 | Agaña   | Guam               | 4:1       | Micronesia     | Partido amistoso         |
| 05-06-1999 | Agaña   | Guam               | 5:0       | Micronesia     | Partido amistoso         |
| 12-07-1999 | Yap     | Micronesia         | 7:0       | Islas Marianas | Copa Micronesia 1999     |
| 15-07-1999 | Yap     | Micronesia         | 4:1       | Crusaders      | Copa Micronesia 1999     |
| 19-07-1999 | Yap     | Micronesia         | 14:1      | Crusaders      | Copa Micronesia 1999     |
| 30-06-2003 | Suva    | Tahití             | 17:0      | Micronesia     | Juegos Pacífico Sur 2003 |
| 01-07-2003 | Suva    | Nueva Caledonia    | 18:0      | Micronesia     | Juegos Pacífico Sur 2003 |
| 05-07-2003 | Nausori | Tonga              | 7:0       | Micronesia     | Juegos Pacífico Sur 2003 |
| 07-07-2003 | Lautoka | Papúa Nueva Guinea | 10:0      | Micronesia     | Juegos Pacífico Sur 2003 |

## Uniformes anteriores
| 1999 Local | 2001 Local | 2003 Local | 2024 Local | 2024 Visita | 2024 Tercer |

Fuentes: